# Хатакшоко (Атажуко) Мисостов
Хатакшоко (Атажуко) Мисостов (ум. 1720/1721) — старший князь-валий (пшыщхуэ) Кабарды (1709/1710 — 1720/1721), сын старшего князя-валия Мисоста Казиева (ок. 1672—1695) и внук Кази Пшеапшокова.

## Правление
В 1709/1710 году после смерти своего двоюродного брата, старшего князя-валия Кургоко Атажукина, Атажуко Мисостов был избран новым старшим князем-валием Кабарды.
Атажуко Мисостов, как его предшественники, продолжал продолжал вести борьбу с Крымским ханством, отстаивая самостоятельность Кабарды.
Крымские татары и ногайцы совершили разорительные набеги на кабардинские и черкесские земли в 1710, 1711, 1712, 1713, 1714, 1715, 1716, 1717 и 1720 годах.
В августе 1711 года Атажуко Мисостов принял участие в успешном походе кабардинских князей против кубанских татар. Кабардинское войско под командованием князей Александра Бековича-Черкасского, Атажуко Мисостова, Асланбека Кайтукина и Татархана Бекмурзина вторглось в Прикубанье и разбило в битве 15-тысячные отборные части крымского нурадина, которые были обращены в бегство, во время которого большое число противника утонуло в Кубани, а также было взято в плен.
В 1717 году старший князь Атажуко Мисостов вместе с другими кабардинскими князьями обращался с письмом к русскому царю Петру I Алексеевичу, прося выдать «жалование» за службу, защитить от врагов и возвратить беглых крестьян. В ответ царь Пётр I подписал специальную грамоту, где сообщал о направлении им «жалованья», «о помощи войсками при нападении на них врагов».
В 1719 году русский царь Пётр I отвечал на очередное обращение кабардинских князей с просьбой о помощи. В царской грамоте, отправленной кабардинским послом Султан-Али Абашевым, он писал, что «в нужном случае вам от нашествия неприятельского крымских и кубанских и татарских орд вспоможение чинить и до разорения не допускать».